# الإحصاء العام للسكان والسكنى لسنة 2014 (المغرب)
الإحصاء العام للسكان والسكنى لسنة 2014 في المغرب، هو عملية إحصاء تجرى على الأقل مرة كل عشر سنوات، وقد أنجز المغرب سادس إحصاء عام للسكان والسكنى خلال الفترة الممتدة من 1 شتنبر و20 شتنبر لعام 2014، وقد أجري التعداد من قبل لجنة المندوبية السامية للتخطيط. وقد بلغت شموليته للساكنة معدلا وصل إلى % 98,62.

## تقنيات حديثة للإحصاء
لقد عبأت هده العملية الوطنية الكبرى مختلف الوسائل التكنولوجية والتنظيمية والتواصلية المتاحة خلال مختلف مراحل إنجازها كما تمت مطابقة هذا الإحصاء منهجيا ومضمونا ومسطريا مع المعايير المعتمدة في هذا الشأن من لدن هيأة الأمم المتحدة مما بوأه مكانة متميزة مقارنة مع باقي الإحصاءات الوطنية السابقة من حيث شموليته للساكنة. فعلى غرار الإحصاءات السابقة، حيت يتم إدراج تقنيات و أساليب حديثة، سواء تعلق الأمر بمراحل الإعداد أو الإستغلال و نشر المعطيات، كذلك هو الشأن بالنسبة لإحصاء سنة 2014 والذي يكتسي صبغة خاصة لاعتماده على العديد من المستجدات والمتمثلة على وجه الخصوص في:
- استخدام صور الأقمار الاصطناعية في الأشغال الخرائطية.
- نهج طريقة جديدة لتوظيف الباحثين والمراقبين (تقديم الترشيحات عبر الأنترنيت).
- إدخال موضوعات جديدة في مجالات الديموغرافيا والسكن والإعاقة.

| ذكور (%) | فئة عمرية | إناث (%) |
| -------- | --------- | -------- |
| 1٫2      | 75 وأكثر  | 1٫1      |
| 0٫5      | 70-74     | 0٫6      |
| 0٫9      | 65-69     | 1٫1      |
| 2٫4      | 60-64     | 1٫7      |
| 3٫5      | 55-59     | 3٫2      |
| 5٫2      | 50-54     | 4٫0      |
| 5٫8      | 45-49     | 4٫7      |
| 8٫0      | 40-44     | 6٫0      |
| 8٫7      | 35-39     | 8٫0      |
| 10٫8     | 30-34     | 8٫6      |
| 9٫9      | 25-29     | 10٫3     |
| 9٫2      | 20-24     | 10٫0     |
| 7٫1      | 15-19     | 9٫1      |
| 7٫5      | 10-14     | 9٫5      |
| 8٫9      | 05-09     | 10٫1     |
| 10٫4     | 00-04     | 12٫1     |

## وصلات خارجية
- Population légale d'après les résultats du RGPH 2014 sur le Bulletin officiel N° 6354